# Họ Cá bò da
Họ Cá bò da (danh pháp khoa học: Balistidae) là một họ cá biển thuộc Bộ Cá nóc có khoảng 42 loài và thường có màu sắc sặc sỡ. Chúng thường có sọc và chấm trên thân. Các loài thuộc họ này sinh sống ở biển nhiệt đới và cận nhiệt đới khắp thế giới, với độ phong phú loài lớn nhất trong Ấn Độ-Thái Bình Dương. Hầu hết được tìm thấy ở khu vực nước tương đối nông, môi trường sống ven biển, đặc biệt là rạn san hô, nhưng một vài loài, chẳng hạn như Canthidermis maculata ("cá bò") sống ở gần mặt nước. Trong khi một số loài từ họ này là phổ biến trong các bể cá biển cảnh thương mại, thì chúng lại thường khét tiếng là các loài có hành vi nóng nảy.
Thành viên lớn nhất của họ này, cá bò đá (Pseudobalistes naufragium) dài đến 1 mét (3,3 ft), nhưng phần lớn các loài khác chỉ dài tối đa giữa 20 và 50 xentimét (7,9 và 19,7 in).

## Chi và loài
Họ này có 12 chi và 42 loài.
- Abalistes Bloch & Schneider, 1801
  - Abalistes filamentosus Matsuura & Yoshino, 2004
  - Abalistes stellaris (Bloch & Schneider, 1801) (cá bò đuôi dài, cá bò sao)
  - Abalistes stellatus (vô danh - quy cho Lacépède, 1798)
- Balistapus Tilesius, 1820
  - Balistapus undulatus (Park, 1797) (cá bò đen, cá bò sọc cam)
- Balistes Linnaeus, 1758
  - Balistes capriscus J. F. Gmelin, 1789 (cá bò xám)
  - Balistes ellioti Day, 1889
  - Balistes polylepis Steindachner, 1876 (cá bò vảy mịn)
  - Balistes punctatus J. F. Gmelin, 1789 (cá bò đốm lam)
  - Balistes rotundatus Marion de Procé, 1822
  - Balistes vetula Linnaeus, 1758 (cá bò nữ hoàng)
  - Balistes willughbeii Lay & Bennett, 1839
- Balistoides Fraser-Brunner, 1935
  - Balistoides conspicillum (Bloch & Schneider, 1801) (cá bò gai vây, cá bò hoa vàng, cá bò bông bi)
  - Balistoides viridescens (Bloch & Schneider, 1801) (cá bò Titan)
- Canthidermis Swainson, 1839
  - Canthidermis macrolepis (Boulenger, 1888) (cá bò vảy lớn)
  - Canthidermis maculata (Bloch, 1786) (cá bò [nước mặn], cá nóc gai)
  - Canthidermis sufflamen (Mitchill, 1815)
- Melichthys Swainson, 1839
  - Melichthys indicus Randall & Klausewitz, 1973 (cá bò Ấn Độ)
  - Melichthys niger (Bloch, 1786) (cá bò đen)
  - Melichthys vidua (J. Richardson, 1845) (cá bò đuôi hồng)
- Odonus Gistel, 1848
  - Odonus niger (Rüppell, 1836) (cá bò răng đỏ)
- Pseudobalistes Bleeker, 1865
  - Pseudobalistes flavimarginatus (Rüppell, 1829) (cá bò mép vàng)
  - Pseudobalistes fuscus (Bloch & Schneider, 1801) (cá bò da nâu, cá bò đốm vàng)
  - Pseudobalistes naufragium (Jordan & Starks, 1895) (cá bò đá)
- Rhinecanthus Swainson, 1839
  - Rhinecanthus abyssus Matsuura & Shiobara, 1989
  - Rhinecanthus aculeatus (Linnaeus, 1758) (cá bò sọc trắng)
  - Rhinecanthus assasi (Forsskål, 1775) (cá bò Picasso, cá bò hỏa tiễn)
  - Rhinecanthus cinereus (Bonnaterre, 1788)
  - Rhinecanthus lunula Randall & Steene, 1983 (cá bò bán nguyệt)
  - Rhinecanthus rectangulus (Bloch & Schneider, 1801) (cá bò đuôi nêm hay cá bò san hô)
  - Rhinecanthus verrucosus (Linnaeus, 1758) (cá bò bụng đen)
- Sufflamen Jordan, 1916
  - Sufflamen albicaudatum (Rüppell, 1829) (cá bò họng lam)
  - Sufflamen bursa (Bloch & Schneider, 1801) (cá bò boomerang)
  - Sufflamen chrysopterum (Bloch & Schneider, 1801) (cá bò da vây vàng)
  - Sufflamen fraenatum (Latreille, 1804) (cá bò mặt nạ)
  - Sufflamen verres (Gilbert & Starks, 1904) (cá bò hông cam)
- Xanthichthys Kaup trong Richardson, 1856
  - Xanthichthys auromarginatus (Bennett, 1832) (cá bò tia vây vàng)
  - Xanthichthys caeruleolineatus Randall, Matsuura & Zama, 1978 (cá bò rầm chìa)
  - Xanthichthys lima (Bennett, 1832)
  - Xanthichthys lineopunctatus (Hollard, 1854) (cá bò vằn)
  - Xanthichthys mento (Jordan & Gilbert, 1882) (cá bò đuôi đỏ)
  - Xanthichthys ringens (Linnaeus, 1758) (cá bò Sargassum)
- Xenobalistes Matsuura, 1981
  - Xenobalistes tumidipectoris Matsuura, 1981

## Thư viện ảnh

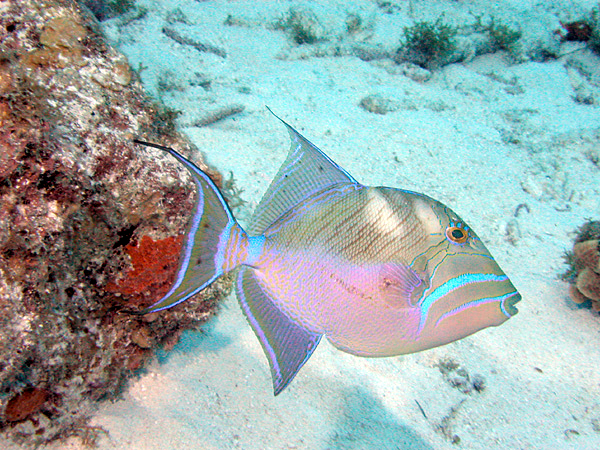
Ngoại trừ các vây dài ra thì cá bò nữ hoàng là loài điển hình về bề ngoài của họ.
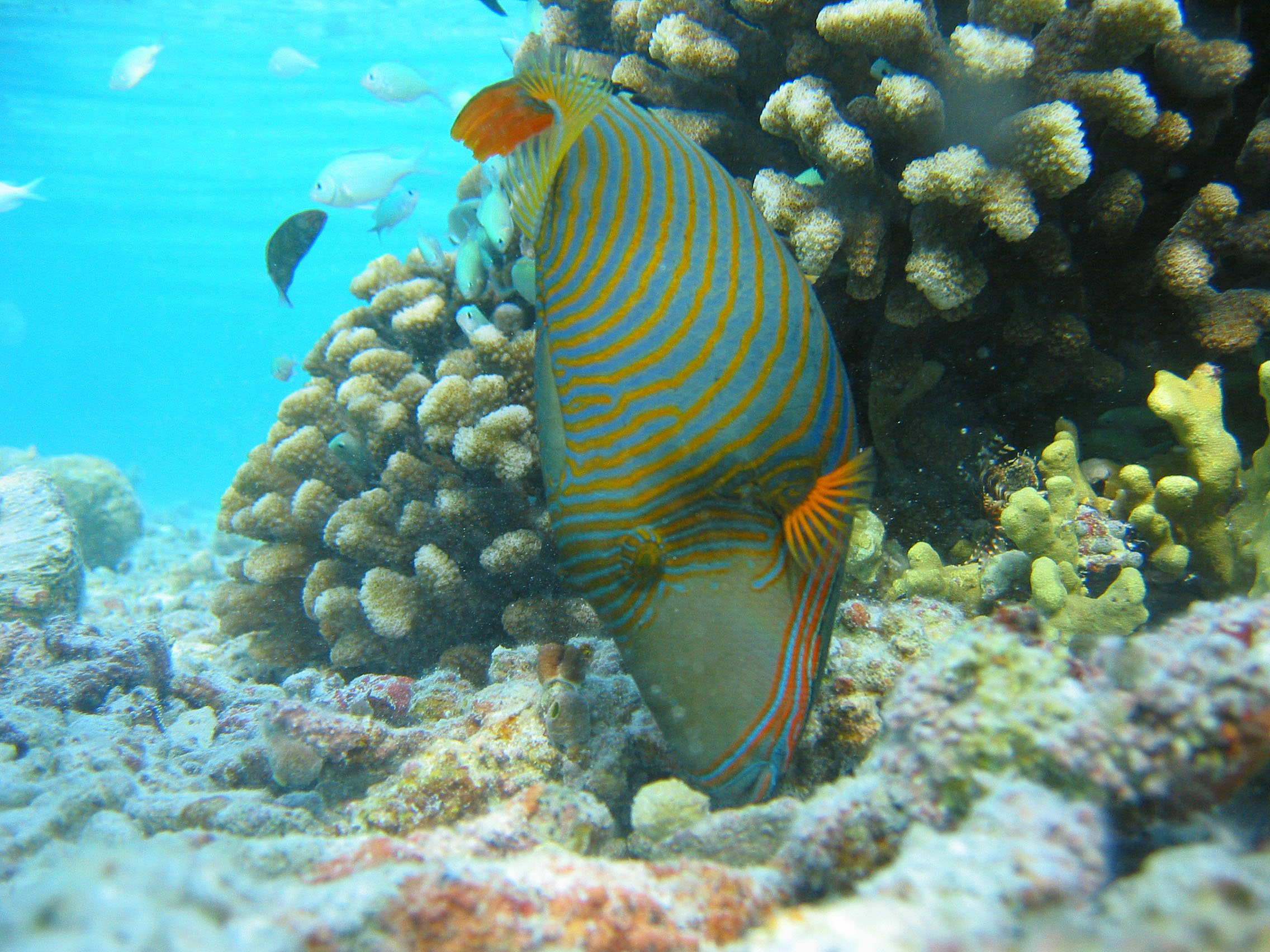
Trong khi hầu hết các thành viên của họ này được coi là hung hăng thì điều này không thích hợp với cá bò sọc cam.
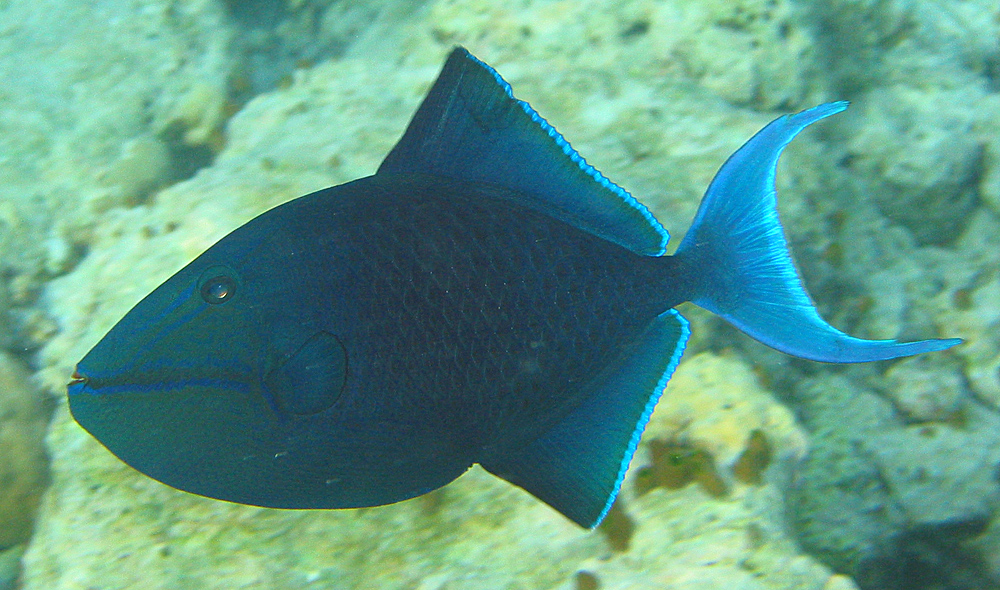
Cá bò răng đỏ.
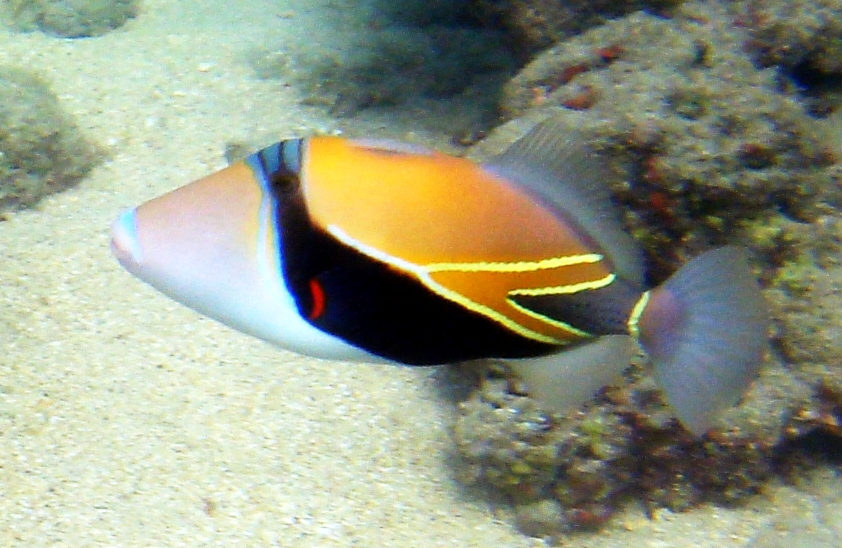
Cá bò đuôi nêm là cá biểu tượng bang Hawaii.
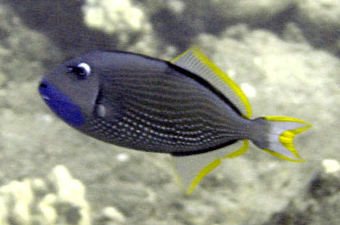
cá bò tia vây vàng.